# Все для дівчини (фільм, 1912)
«Все для дівчини» (англ. All for a Girl) — американська короткометражна кінокомедія, мелодрама режисера Фредеріка А. Томсона 1912 року.

## У ролях
- Ерл Фокс — Біллі Джой, репортер
- Дороті Келлі — Клер Тейлор
- Гаррі Т. Морі — Дж. С. Мосс — редактор газети
- Леа Бейрд — місіс Гарднер
- Кейт Прайс — Бріджит Маллой — кухар
- Дарвін Карр — незначна роль